# Elive
Elive ("Enlightenment live") és una distribució Linux basada en Debian per treballar amb processadors Intel. Elive utilitza l'escriptori Enlightenment en comptes dels clàssics escriptoris GNOME o KDE. Es tracta d'una distribució amb Live CD que la fa completament funcional des del cd el que permet a l'usuari provar-la abans d'instal·lar-la a l'ordinador. Elive utilitza UnionFS, la qual cosa permet instal·lar paquets de programari utilitzant el gestor de paquets Synaptic quan s'està treballant des del LiveCD

## Característiques
L'administració d'Elive està centralitzada a l'aplicació Elpanel, desenvolupat específicament per a Elive, i que permet tant configurar l'escriptori com administrar el sistema.
Elive utilitza el navegador Iceweasel i el client de correu Icedove amb les extensions preconfigurades per encriptar.

## Distribució
Elive es pot descarregar de la pàgina del desenvolupador amb una donació mínima de 5 € per descarregar-se el cd. També es pot descarregar una versió gratuïta mitjançant codis d'invitació disponibles en fòrums i webs. Les versions en desenvolupament es poden descarregar gratuïtament.

## Requeriment de sistema
Els "requeriments mínims de maquinari per Elvive són:
- 100 MHz CPU
- 64 MB of RAM
- Almenys 2.5 GB de disc lliure
- targeta gràfica VGA amb resolució de 640x480
- lector CD-ROM

Es recomana però, 
- 300 MHz
- 128 Mb of RAM